# 快恠奇奇 ALI PROJECT Ventennale Music, Art Exhibition
『快恠奇奇 ALI PROJECT Ventennale Music, Art Exhibition』（かいかいきき アリ プロジェクト ヴェンテンナーレ ミュージック、アート エキシビション）は、ALI PROJECTの8枚目のベストアルバム。2013年2月20日にFlying Dogから発売された。

## 概要
ALIPROJECT結成20周年(1992年のインディーズから)記念として発売された。1992年の【恋せよ乙女】から2012年の【凶夢伝染】までの全シングル32曲が収録されている。初回限定盤は、四角形の大きい箱型になっており、ブルーレイディスクのPVや図録がついた。宝野アリカによると、2007年くらいに結成15周年記念アルバムを出すつもりだったが、いつのまにか忘れ去られとうとう20周年になってしまったという。収録曲はJAPONISME、少女象徴、ロマン主義、エトランジェ、汎未來派、暗黒党、展望の7つに分類されており、それらの順番で収録順が編成されている。

## 収録曲

### DISC1
（作詞：宝野アリカ[M1-M11,M13-M15]・今野緒雪[M12]、全作曲：片倉三起也、編曲：片倉三起也[M1-M11,M13-M15]・平野義久[M12]、Engineer：瀧田二朗[M1-M2,M4-M5,M10,M12-M13]・浜田純伸[M3,M11,M15]・田中栄一[M6-M7,M9,M14]・内藤重利[M8]）
1. 勇侠青春謳 [JAPONISME]
  - 16thシングル。テレビアニメ『コードギアス 反逆のルルーシュ』前期エンディングテーマ。
  - Aメロとサビにピエトロ・マスカーニのオペラ『カヴァレリア・ルスティカーナ』から「ママも知るとおり Voi lo sapete, o mamma」が引用されている。
2. 刀と鞘 [JAPONISME]
  - 28thシングル。テレビアニメ『刀語』後期オープニングテーマ。
  - AメロにBIG FISH AUDIO社のソフト音源『HIP HOP EXOTICA 2』より「16」のシンセ音源が利用されている。
  - ラストにBIG FISH AUDIOのサンプル音源『SYMPHONIC MANOEUVRES 2』より「27 orch swell E[1]」が利用されている。
3. 恋せよ乙女 [JAPONISME]
  - 1stシングル。黄桜「飛沫」CMソング
  - AメロにMusique De La Grece Antiqueの『Hymne À Némésis』が引用されている。
4. コトダマ [JAPONISME]
  - 20thシングル。テレビアニメ『シゴフミ』オープニングテーマ。
  - Aメロにベドルジハ・スメタナの『チェコ舞曲集 第2集 作品21』から第5番「小さなたまねぎ」が、サビラストにレオポルド・ゴドフスキーの『ピアノソナタ ホ短調』の第1楽章の旋律が引用されている。
  - イントロ、2番~3番の間奏にBIG FISH AUDIO社のループ音源『SYMPHONIC MANOEUVRES』より「Freedom Fighter」が利用されている。
5. 阿修羅姫 [JAPONISME]
  - 13thシングル。PlayStation 2用ゲーム『舞-HiME〜運命の系統樹〜』オープニングテーマ。
6. Wish [少女象徴]
  - 6thシングル。アニメーションクリップ『Wish』オープニングテーマ。
7. ピアニィ・ピンク [少女象徴]
  - 7thシングル。テレビアニメ『CLAMP学園探偵団』オープニングテーマ。
8. Anniversary of Angel [少女象徴]
  - 『Wish』イメージソング。『Wish Gift Box:Anniversary of Angel』収録。
9. 禁じられた遊び [少女象徴]
  - 12thシングル。テレビアニメ『ローゼンメイデン』オープニングテーマ。
  - Bメロにナポリ民謡の『カタリ・カタリ』が、サビにミシェル・ローラン作曲『シバの女王』の旋律が引用されている。
10. 聖少女領域 [少女象徴]
  - 14thシングル。テレビアニメ『ローゼンメイデントロイメント』オープニングテーマ。
  - 間奏にアルバート・ケテルビーの『ペルシャの市場にて』が、サビ部分にはミハイル・グリンカの『5つのコントルダンス第4番 ヘ長調』が引用されている。
11. 雨のソナタ〜La Pluie〜 [ロマン主義]
  - 4thシングル。
  - Aメロにピョートル・チャイコフスキーの『弦楽四重奏曲第1番 ニ長調 作品11』から第2楽章「アンダンテ・カンタービレ」が引用されている。
12. pastel pure [ロマン主義]
  - 11thシングル。
13. 薔薇獄乙女 [ロマン主義]
  - 17thシングル。テレビアニメ『ローゼンメイデンオーベルテューレ』オープニングテーマ。
  - イントロにティヴィダール・ナシェの『ジプシーの踊り 作品14』から第1番の冒頭部分が、イントロとサビ後半にピョートル・チャイコフスキーのオペラ『エフゲニー・オネーギン』第2幕から「わが青春の輝ける日々よ Kuda, kuda, kuda vy udalilis」が引用されている。
14. 星月夜〜ルシファー第四楽章〜 [ロマン主義]
  - 5thシングル。
  - 間奏にMiguel Manzanoの『Spanish Preludes』から「Sentimental Decadente」が引用されている（同楽曲は『ナルシス・ノワール』にも引用されている）。
15. フラワーチャイルド [ロマン主義]
  - インディーズシングル。タカラ「フラワーチャイルド」CMソング。

### DISC2
（全作詞：宝野アリカ、全作曲・全編曲：片倉三起也、Engineer：瀧田二朗[M4-M17]・浜田純伸[M1-M2]・田中栄一[M3]）
1. 嵐ヶ丘 [エトランジェ]
  - 2ndシングル。
  - ラストにヨハネス・ブラームスの『ハンガリー舞曲第6番』の中間部が引用されている。
2. ヴェネツィアン・ラプソディー [エトランジェ]
  - 3rdシングル。
  - 曲中でジョージ・ガーシュウィン作曲の『パリのアメリカ人』が、Bメロにピョートル・チャイコフスキー作曲の『スラヴ行進曲』の旋律が引用されている。
3. LABYRINTH [エトランジェ]
  - 8thシングル。テレビアニメ『聖ルミナス女学院』エンディングテーマ。
4. 堕天國宣戦 [エトランジェ]
  - 26thシングル。テレビアニメ『戦う司書 The Book of Bantorra』オープニングテーマ。
  - サビにヴォルフガング・アマデウス・モーツァルトの『交響曲第38番 ニ長調 K. 504《プラハ》』から第1楽章が引用されている。
5. 亂世エロイカ [エトランジェ]
  - 27thシングル。PSPゲーム『Fate/EXTRA』テーマソング。
  - ラストにBIG FISH AUDIOの『SYMPHONIC MANOEUVRES 2』より「04 165 Gm-Am」が利用されている。
6. コッペリアの柩（Noir Ver.） [汎未來派]
  - 9thシングル。テレビアニメ『ノワール』オープニングテーマ。
  - ラストに武満徹の『ノスタルジア ―アンドレイ・タルコフスキーの追憶に―』が引用されている。
7. 戦慄の子供たち [汎未來派]
  - 25thシングル。テレビアニメ『Phantom 〜Requiem for the Phantom〜』第二期オープニングテーマ。
  - イントロ、2番~3番の間奏にBUNKER 8 DIGITAL LABS社のソフト音源『HYBRIDIZER 3』より「Twisted Beyond Hope」が利用されている。
8. 暗黒天国 [汎未來派]
  - 18thシングル。テレビアニメ『かみちゃまかりん』オープニングテーマ。
  - CメロにUEBERSCHALLのサンプル音源『8 BIT STYLEZ』が利用されている。
  - AメロにBIG FISH AUDIOのサンプル音源『ACID JAZZ CITY』より「08 095 Bb」が利用されている。
9. 裸々イヴ新世紀 [汎未來派]
  - 23rdシングル。テレビアニメ『宇宙をかける少女』第一期オープニングテーマ。
  - サビにエルネスト・レクオーナの『Ante el Escorial』が、間奏に『スペイン組曲《アンダルシア》』から第6曲「マラゲーニャ」が引用されている。
10. 鬼帝の剣 [汎未來派]
  - 22ndシングル。テレビアニメ『鉄のラインバレル』オープニングテーマ。
  - サビにエルネスト・レクオーナの『キューバ舞曲集』から「Ahi Viene el Chino」が引用されている。
  - イントロにBUNKER 8 DIGITAL LABS社のソフト音源『HYBRIDIZER 3』より「Alameida Rita」が利用されている。
11. 跪いて足をお嘗め [暗黒党]
  - 19thシングル。テレビアニメ『怪物王女』エンディングテーマ。
12. 地獄之門 [暗黒党]
  - 24thシングル。テレビアニメ『Phantom 〜Requiem for the Phantom〜』第一期エンディングテーマ。
  - イントロにレオシュ・ヤナーチェクの『弦楽四重奏曲第1番 ホ短調《クロイツェル・ソナタ》』の第1楽章冒頭が引用されている。
13. わが臈たし悪の華 [暗黒党]
  - 21stシングル。テレビアニメ『コードギアス 反逆のルルーシュR2』エンディングテーマ
  - イントロ及び間奏にレオポルド・ゴドフスキー作曲の『ピアノソナタ ホ短調』の第1楽章の旋律が引用されている。
14. 凶夢伝染 [暗黒党]
  - 29thシングル。テレビアニメ『Another』オープニングテーマ。

イントロと間奏でフェリックス・メンデルスゾーン作曲の『無言歌集 第5巻 作品62』から第2曲「出発」が引用されている。
15. 月蝕グランギニョル [暗黒党]
  - 10thシングル。テレビアニメ『AVENGER』オープニングテーマ。
  - 間奏にはスティーヴン・ライニキーの『神々の運命』が引用されている。
16. 亡國覚醒カタルシス [暗黒党]
  - 15thシングル。テレビアニメ『.hack//Roots』エンディングテーマ。
17. 快恠奇奇 [展望]
  - 今作の表題作で書き下ろし新曲。
  - Bメロにカール・ジェンキンスの『弦楽のための合奏協奏曲《パラディオ》』の第1楽章が引用されている。1番のAメロに同作曲家の『Quirk - III. Chasing The Goose』並びに『Requiem - 怒りの日』が引用されている。
  - イントロ、サビ前にエフゲニー・スヴェトラーノフの『狂詩曲第1番《スペインの絵 Jota》』の録音音源が利用されている（同音源は『爆烈勇侠外伝』においても利用されている）。サビ直後には同作曲家の『シンフォニック・リフレクションズ Adagio recitando』の録音音源が、間奏には『交響詩《ダウガヴァ》』『狂詩曲第2番』の録音音源が利用されている。

### 初回限定盤Blu-ray
1. 聖少女領域
2. 亡國覚醒カタルシス
3. 勇侠青春謳
4. 跪いて足をお嘗め
5. わがろうたし悪の華
6. 鬼帝の剣
7. 地獄之門
8. 戦慄の子供たち
9. 堕天國宣戦
10. 刀と鞘
11. Troubadour
12. 凶夢伝染
13. 快恠奇奇
14. 『快恠奇奇』撮影風景映像

## クレジット
| Produced and Performed by ALI PROJECT | Produced and Performed by ALI PROJECT                        |
| ------------------------------------- | ------------------------------------------------------------ |
| Violin                                | 渡辺剛、杉野裕                                               |
| Mastering Engineer                    | 山崎和重（FLAIR）                                            |
| STAFF                                 |                                                              |
| Executive Producer                    | 井上俊次（Lantis）、佐々木史朗（FlyingDog）                  |
| Promotor                              | 佐橋計（Lantis）、益子恵（FlyingDog）、鈴木裕介（FlyingDog） |
| Sales Promoter                        | 山下宏（FlyingDog）、川端千晴（Victor Entertainment）        |
| Producer                              | 小池克実（Lantis）、石川吉元（FlyingDog）                    |
| ART STAFF                             |                                                              |
| Art Director                          | 吉野磨衣子                                                   |
| Photographer                          | 小野寺廣信                                                   |
| Photography Assistant                 | 島隆                                                         |
| Costume Designer                      | タダカイエ                                                   |
| Hair and Makeup Artist                | 橘房図、古牧佳代                                             |
| Coordinator                           | ㈱First Blessing、南由佳、佐々木一博、篠崎健（GPA USA）      |
| Text（テーマ・楽曲解説）              | 宝野アリカ                                                   |
| Editorial Coordinator                 | 藤田奈美（FlyingDog）                                        |
| Printed by                            | ジャパン・スリーブ                                           |
|                                       |                                                              |
| Special Thanks to                     | Ikuo Aoki(青木郁生)                                          |
| Special Thanks to                     | Makoto Okuda(奥田誠)、Naho Ohyama（Back Stage Project）      |
| Special Thanks to                     | Yukyoukai(勇侠会)                                            |
| Special Thanks to                     | Sunrise Music Publishing(サンライズ音楽出版)                 |
| Special Thanks to                     | White Sands National Monument                                |